# Эффект Варбурга (онкология)
Эффект Варбурга — склонность большинства раковых клеток производить энергию преимущественно с помощью очень активного гликолиза с последующим образованием молочной кислоты, а не с помощью медленного гликолиза и окисления пирувата в митохондриях с использованием кислорода, как в большинстве нормальных клеток. В клетках быстро растущей злокачественной опухоли уровень гликолиза почти в две сотни раз выше, чем в нормальных тканях. При этом гликолиз остаётся предпочтительным даже в условиях, когда кислород в избытке.
Эффект открыт Отто Генрихом Варбургом в 1920-х годах. Назван в его честь Эфраимом Рэкером в 1974 году.
Отто Варбург полагал, что эти изменения в обмене веществ являются фундаментальной причиной рака (гипотеза Варбурга). Сегодня известно, что главные причины злокачественной трансформации клеток — мутации в онкогенах и генах-супрессорах опухолей, а эффект Варбурга считается лишь следствием этих мутаций.

## История
В 1920-х годах Отто Варбург и его коллеги исследовали раковые клетки и сделали заключение, что лишение их глюкозы и кислорода приводит к энергетическому дефициту в клетке, и как следствие, к клеточной смерти.  Отто Варбург обнаружил, что раковые клетки получают энергию из глюкозы, быстро ферментируя её. Позже, в 1929 году, английский биохимик Герберт Крэбтри продолжил работу Варбурга и изучил влияние генетики и факторов среды на протекание гликолиза в раковых клетках. Используя в качестве объекта исследования дрожжи Saccharomyces cerevisiae, он обнаружил, что дрожжи в аэробных условиях и при достаточном количестве глюкозы предпочитают перерабатывать её скорее путем ферментации (с образованием в качестве конечного продукта этанола), чем путем аэробного дыхания. Данный эффект получил название эффекта Крэбтри. Варбург наблюдал аналогичный феномен в раковых клетках — использования с целью получения энергии реакций ферментации даже в аэробных условиях — так называемый «анаэробный гликолиз». Данное явление было названо эффектом Варбурга в начале 1970-х годов Эфраимом Рэкером. Варбург предполагал, что дисфункции митохондрий в клетках могут быть потенциальной причиной высокого уровня гликолиза в раковых клетках и предпосылкой развития опухолей в организме.
Эфраим Рэкер, в свою очередь, разработал собственные теории о происхождении эффекта Варбурга, начиная от дисбаланса внутриклеточного рН до дефектов в АТФ-азной активности. Позже Рэкер, Джеффри Флиер и Моррис Бирнбаум заметили, что анаэробный гликолиз является контролируемым процессом, который может напрямую регулироваться передачей сигналов фактора роста. К тому времени открытие онкогенов привело к выводу, что аберрантная регуляция передачи сигналов фактора роста является инициирующим событием в онкогенезе. Таким образом, их наблюдения принесли новое значение гипотезе Варбурга в биологии раковых опухолей. Тем не менее, до недавнего времени оставалось неясным, был ли эффект Варбурга побочным эффектом в патогенезе рака. Недавние генетические и фармакологические исследования убедительно показали, что эффект Варбурга необходим для роста опухоли. Возвращаясь к первичным исследованиям метаболизма опухолей, теперь очевидно, что может потребоваться как анаэробный гликолиз, так и митохондриальный метаболизм. На протяжении всей этой истории функции Эффекта Варбурга были противоречивыми.

### Возможные объяснения
Эффект Варбурга может быть просто следствием повреждения митохондрий во время малигнизации, адаптацией к низкому содержанию кислорода или же результатом выключения митохондриальных генов, так как многие из них участвуют в запуске апоптоза, который в противном случае привёл бы к гибели раковых клеток. Возможно, эффект — просто следствие быстрого клеточного деления. Поскольку гликолиз приводит к образованию большинства структурных молекул, необходимых для деления и роста клеток, было предположено, что раковым клеткам (и нормальным активно делящимся клеткам) необходима активация гликолиза, несмотря на присутствие в среде кислорода, чтобы эффективно размножаться.
Доказательством служит обнаружение активного анаэробного гликолиза в клетках с повышенной экспрессией митохондриально-связанной гексокиназы, ответственной за стимуляцию гликолиза. При раке почки такой же эффект может появляться из-за наличия мутаций опухолевого супрессора Гиппеля — Линдау, который активирует гены гликолитических ферментов, включая М2-сплайс-изоформу пируваткиназы.
В марте 2008 года Льюис К. Кэнтли и коллеги объявили, что пируваткиназа М2-РК, изоформа пируваткиназы — это фермент, который является причиной эффекта Варбурга. М2-РК есть во всех быстро делящихся клетках, и даёт возможность раковым клеткам потреблять глюкозу в ускоренном темпе; если заставить клетки переключиться на нормальную форму пируваткиназы, ингибируя синтез опухолевой М2-РК, то скорость их роста существенно падает. Учёные признали тот факт, что точная химия метаболизма глюкозы скорее всего будет отличаться в различных формах рака, но PKM2 присутствовал во всех протестированных раковых клетках. Эта форма фермента, обычно не встречающаяся в здоровых тканях, хотя она очевидно необходима для быстрого размножения клеток, например, при заживлении ран или кроветворении.

### Ингибиторы гликолиза
Многие вещества, ингибирующие гликолиз, являются в настоящее время[когда?] предметом интенсивных исследований в качестве противоопухолевых агентов, в том числе SB-204990, 2-дезокси-D-глюкоза, 3-бромопируват, 5-тиоглюкоза и дихлоруксусная кислота. Продолжаются клинические испытания для 2-дезокси-D-глюкозы и дихлоруксусной кислоты.
Альфа-циано-4-гидроксикоричная кислота — маленькая молекула-ингибитор транспортёров монокарбоксилатов (препятствуют накоплению молочной кислоты в опухолях) успешно применяется для лечения опухоли головного мозга в доклинических исследований. Были разработаны ингибиторы с большим сродством к монокарбоксилатным транспортёрам. В настоящее время[когда?] они проходят клинические испытания в фирме AstraZeneca.
Дихлоруксуснаяя кислота, маленькая молекула-ингибитор митохондриальной пируватдегидрогеназыкиназы, «подавляет» гликолиз in vitro и in vivo. Исследователи из Университета Альберты в 2007 году предположили, что дихлоруксусная кислота может обладать терапевтическим эффектом против многих видов рака.

### Уровень глюкозы в крови
Было показано in vitro, что высокий уровень глюкозы ускоряет распространение раковых клеток, в то время как её нехватка приводит к апоптозу. Эти результаты инициировали дальнейшее изучение влияния содержания глюкозы на рост опухоли. Клинические данные показывают, что снижение уровня глюкозы в крови на поздней стадии рака коррелирует с лучшей выживаемостью пациентов.

## Возможные функции эффекта Варбурга

### Ускорение синтеза АТФ
На молекулу глюкозы анаэробный гликолиз является неэффективным методом синтеза АТФ по сравнению с количеством, полученным при митохондриальном дыхании. Однако скорость метаболизма глюкозы посредством анаэробного гликолиза выше, так что выработка лактата из глюкозы происходит в 10-100 раз быстрее, чем полное окисление глюкозы в митохондриях. Фактически, количество АТФ, синтезируемого за любой данный период времени, сравнимо с любым из форм метаболизма глюкозы. Таким образом, разумная гипотеза, что рак использует анаэробный гликолиз, должна объясняться разницей в кинетике.
Теоретические расчёты с использованием эволюционной теории игр подтверждают, что клетки с более высокой скоростью, но с более низким выходом продукции АТФ могут получить избирательное преимущество при конкуренции за общие и ограниченные энергоресурсы. На самом деле, микроокружение опухоли имеет ограниченную доступность глюкозы и подвергается конкуренции за питательные вещества со стромальными и иммунными клетками. Также исследование показало, что когда изменения в клеточной среде вызывали значительное увеличение потребности в АТФ путём изменения потребности в АТФ-зависимых мембранных насосах, анаэробный гликолиз быстро увеличивался, а окислительное фосфорилирование оставалось постоянным. Этот даёт дополнительное обоснование, что функция эффекта Варбурга — это поддерживать быструю выработку АТФ, которая может быть быстро настроена для поддержки требуемого уровня АТФ.
Несмотря на привлекательность этого предложения, есть трудности. Простые эмпирические расчёты показывают, что количество АТФ, необходимое для роста и деления клеток, может быть намного меньше, чем необходимое для нормального поддержания клеток. Таким образом, потребность в АТФ может никогда не достичь предельных значений во время роста опухолевых клеток. Кроме того, механизмы, которые доступны для других типов клеток в случаях быстрого спроса на АТФ, также присутствуют в опухолевых клетках. Например, быстрый синтез АТФ с участием креатинкиназ в тренированной мышечной или аденилаткиназ при гормональных изменениях присутствует в большинстве опухолевых клеток и должен быть в состоянии удовлетворить потребность в АТФ. Таким образом, необходимы дальнейшие исследования, чтобы показать, может ли этот механизм объяснить роль анаэробного гликолиза.

### Биосинтез
Предполагается, что эффект Варбурга является механизмом адаптации для поддержки биосинтетических требований неконтролируемого роста. В этом сценарии повышенное потребление глюкозы используется в качестве источника углерода для анаболических процессов, необходимых для поддержки деления клеток. Избыток углерода используется для генерации нуклеотидов, липидов и белков и может быть направлен по нескольким путям биосинтеза, берущим начало от гликолиза. Одним из примеров является биосинтез серина с помощью фермента фосфоглицератдегидрогеназы (PHGDH). В дополнение к использованию дополнительного источника углерода из метаболизма глюкозы, пролиферирующие клетки больше нуждаются в восстановлении энергетических эквивалентов в форме NADPH.
Другим предлагаемым механизмом для учёта биосинтетической функции эффекта Варбурга является регенерация NAD + из NADH в стадии пирувата в лактат, которая завершает анаэробный гликолиз. В этом сценарии NADH, который вырабатывается глицеральдегидфосфатдегидрогеназой (GAPDH), должен потребляться для регенерации NAD + для поддержания активности гликолиза. Эта высокая скорость гликолиза позволяет обеспечивать такие процессы, которые могут, например, перекачивать 3-фосфоглицерат (3PG) к серину для производства NADPH и нуклеотидов за счёт одноуглеродного метаболизма. Эти предположения заключают, что эффект Варбурга поддерживает метаболическую среду, которая обеспечивает быстрый биосинтез для поддержки роста и распространения.
Кроме того, другие предположили, что анаэробный гликолиз является компромиссом для поддержки биосинтеза. В этих сценариях неэффективный способ создания АТФ возникает из-за того что необходимо обеспечивать анаболические пути необходимыми материалами. Эти пути требуют повышенной экспрессии генов биосинтеза, например те которые участвуют в синтезе нуклеотидов и липидов, и в результате это происходит путём ограничения использования митохондрий с целью сохранения высокой экспрессии ферментов биосинтеза из-за ограниченного количества доступного белка. Возможен и другой сценарий который состоит в том что физический объем, доступный на клетку, может ограничивать количество митохондрий, и, следовательно, любая энергия и биомасса, которые превышают ограниченную ёмкость митохондрий, должны быть получены из анаэробного гликолиза. Эта концепция была названа ограничением ёмкости растворителя. В обоих этих случаях эффект Варбурга является адаптацией для поддержки производства биомассы в условиях ограниченных возможностей для образования АТФ.
Привлекательность этого предположения частично объясняется его способностью дать простое объяснение очевидной корреляции между анаэробным гликолизом и ростом раковых клеток. Кроме того, некоторым кажется интуитивно понятным, что пути разветвления от гликолиза будут в большей степени использоваться во время эффекта Варбурга, поскольку скорость гликолиза выше, и выработка лактата в этом случае будет служить для регенерации NAD+, чтобы позволить гликолизу продолжаться. Кроме того, требования NADPH для образования липидов могут быть обобщены в очень простом химическом уравнении, показывающем, что потребность в NADPH выше, чем у ATP для биосинтеза.
Однако существуют серьёзные ограничения для этой предлагаемой функции эффекта Варбурга. Во-первых, во время анаэробного гликолиза большая часть углерода не удерживается и вместо этого выделяется в виде лактата. Фактически, общее уравнение превращения 1 молекулы глюкозы в 2 молекулы лактата без общего увеличения или потери NAD+ и NADH не оставляет места для биомассы. То есть из-за стехиометрии гликолиза выработка биомассы является взаимоисключениям с образованием лактата, и для регенерации NAD+ одним лактатом невозможно объяснить биосинтез. Таким образом, пути, которые приводят к биосинтезу глюкозы, возникают при полном отсутствии выработки лактата, что является отличительной чертой эффекта Варбурга. Также в настоящее время[когда?] широко распространено мнение, что митохондрии являются ключевыми компонентами программы биосинтеза, чьи субстраты в ЦТК используются для биосинтеза нуклеотидов, аминокислот и липидов. В свете этого доказательства остаётся трудно понять, как эффект Варбурга может непосредственно способствовать биосинтезу.
Последние оценки количественной протеомики показывают, что стоимость производства белка для проведения анаэробного гликолиза огромна. Фактически, клетки отдают до 10 % всего своего протеома и половину всех своих метаболических генов для производства белков, участвующих в гликолизе. Напротив, программы биосинтеза в клетках требуют гораздо меньших количеств белка. Таким образом, стоимость производства белков для анаэробного гликолиза столь же велика, если не больше, чем стоимость производства белков для биосинтеза. Так же предположение того что функция эффекта Варбурга заключается в биосинтезе оспаривается тем что митохондриальные функции возникают одновременно с эффектом Варбурга, и, таким образом, ограничение митохондриальной активности, по-видимому, не происходит во время эффекта Варбурга. В конечном счёте, необходимы дальнейшие исследования, чтобы выяснить, функционирует ли эффект Варбурга для поддержки программ биосинтеза.

### Изменение микроокружение опухоли
В отличие от клеточных функций, описанных выше, эффект Варбурга может представлять преимущество для роста клеток в многоклеточной среде. Подкисление микроокружения и другие метаболические помехи являются интригующими возможностями. Повышенный метаболизм глюкозы снижает рН в микроокружении из-за секреции лактата. Потенциальная польза повышения кислотности для раковых клеток огромна. Кислотно-опосредованная гипотеза вторжения предполагает, что ионы H+, выделяемые из раковых клеток, диффундируют в окружающую среду и изменяют интерфейс опухолевой стромы, допуская повышенную инвазивность . Недавнее исследование показало, что лактат, полученный из опухолей, вносит вклад в поляризацию макрофагов, ассоциированных с тканями M2. Также, доступность глюкозы, по-видимому, является результатом прямой конкуренции между опухолью и инфильтрирующими опухоль лимфоцитами. Высокие показатели гликолиза ограничивают доступность глюкозы для лимфоцитов, которым требуется достаточное количество глюкозы для их функций. Поддержка этого предложения является прямым доказательством того, что нацеливание на анаэробный гликолиз в опухоли имеет дополнительное преимущество, заключающееся в уменьшения поступления глюкозы в лимфоциты и, следовательно, в подавлении их основной функции — уничтожения опухолевых клеток. В совокупности этот факт свидетельствует о том, что опухолевые клетки могут связываться с клетками иммунной системы для поддержки противоопухолевого иммунитета.
Вполне вероятно, что эффект Варбурга обеспечивает общее преимущество, которое поддерживает микроокружение опухоли, способствующее росту раковых клеток. Тем не менее, считается, что эффект Варбурга является ранним событием в онкогенезе, которое является непосредственным следствием первоначальной онкогенной мутации, такой как KRAS при раке поджелудочной железы или BRAF при меланоме, происходящих, таким образом, до инвазии клеток и при доброкачественных и ранних стадиях рака. Другая проблема заключается в том, что в условиях, полностью изолированных от окружающей среды, таких как в фазе роста одноклеточных дрожжей, эффект Варбурга остаётся выбором энергетического обмена из глюкозы. В целом, эти данные предполагают, что неклеточные функции эффекта Варбурга недостаточны для полного объяснения его функций.

### Клеточная сигнализация
Предполагается что эффект Варбурга придаёт функции прямой передачи сигналов опухолевым клеткам. Это предположение особенно привлекательно, поскольку оно определяет прямую причинно-следственную роль изменённого метаболизма глюкозы в содействии онкогенезу посредством этой трансдукции сигнала, влияющей на другие клеточные процессы. Двумя областями сигнальной функции являются генерация и модуляция активных форм кислорода (АФК) и модуляция состояния хроматина. Другие исследования выявили дополнительные возможные сигнальные механизмы.
Поддержание надлежащего баланса АФК имеет важное значение. Чрезмерное количество АФК повреждает клеточные мембраны, нуклеиновые кислоты и оказывает другие вредные эффекты. Недостаточный уровень АФК нарушает процессы передачи сигналов, которые полезны для пролиферации клеток, такие как инактивация фосфатазы и гомолога тензина (PTEN) и тирозинфосфата. Эффект Варбурга вызывает изменения окислительно-восстановительного потенциала митохондрий, в конечном итоге изменяя генерацию АФК.
Важным фактором, определяющим окислительно-восстановительный потенциал в клетках, является NADH, который доступен в митохондриях для транспорта электронов. Клеточные механизмы для поддержания окислительно-восстановительного гомеостаза имеют место, когда скорость гликолиза колеблется. До определённой степени гликолиза малат-аспартатный челнок через митохондрии способен восстанавливать дисбаланс NADH. Однако, когда скорости гликолиза выше, чем те, которые могут быть достигнуты при помощи челнока малат-аспартата, превращение пирувата в лактат через лактатдегидрогеназу (ЛДГ) способно регенерировать NAD +. Этот процесс также может влиять на гомеостаз генерации АФК, влияя на концентрацию восстанавливающих эквивалентов в митохондриях Это последствие эффекта Варбурга может быть непосредственно вовлечено в старение вызванное онкогенами (СВО). СВО имеет опухолево-супрессивную клеточную функцию, и недавнее исследование показало, что повышенное окисление глюкозы через пируватдегидрогеназу (PDH) может регулировать СВО. Это открытие показывает, что окислительно-восстановительный баланс NADH может способствовать прямым сигнальным ролям в эффекте Варбурга.
Кроме того, метаболические пути, которые стимулируют окислительно-восстановительный гомеостаз, усиливаются наряду с эффектом Варбурга. Например, пентозофосфатный путь, происходящий из гликолиза, генерирует NADPH. Сериновый метаболизм, который участвует в одноуглеродном метаболизме, продуцирует NADPH и глутатион, которые модулируют уровни АФК. Вместе эти результаты обеспечивают прямые биохимические связи между анаэробным гликолизом и доступностью АФК, что, в свою очередь, может повлиять на множество сигнальных процессов.
В дополнение к передаче сигналов через АФК, сигнальная связь между метаболизмом глюкозы и ацетилированием гистонов была хорошо документирована. Статус структуры хроматина отвечает за регулирование различных клеточных функций, включая репарацию ДНК и транскрипцию генов. Установлено, что ацетил-КоА, субстрат для ацетилирования гистонов, может регулироваться потоком глюкозы. Исследования показали, что существует прямая связь между клеточным метаболизмом и регуляцией генов роста и что внутриклеточные уровни ацетил-КоА могут представлять собой широко консервативный механизм, способствующий этой важной связи. Активность АТФ-цитратлиазы, фермента, ответственного за превращение цитрата в ацетил-КоА, может влиять на уровни ацетилирования гистона. Повышенных уровней ацетил-КоА может быть достаточно, чтобы привести клетки в фазу роста посредством ацетилирования гистонов. Удаление глюкозы или уменьшение АТФ-цитратлиазы приводит к потере ацетилирования на нескольких гистонах и вызывает снижение транскрипции генов, участвующих в метаболизме глюкозы. Это указывает на то, что существует некоторая взаимосвязь между метаболизмом глюкозы и ацетилированием гистонов. В поддержку этой идеи было обнаружено, что гликолитический метаболизм влияет на структуру хроматина.
В дополнение к ацетилированию гистонов, отвечающему на доступность глюкозы в клетках, на деацетилирование также может влиять наличие питательных веществ. Деацетилирование играет важную роль в восприятии питательных веществ и передаче сигналов, поскольку активность некоторых деацетилаз модулируется уровнями NAD+. Более конкретно, соотношение NAD+/NADH увеличивается в условиях недостатка питательных веществ. Поэтому на ацетилирование и деацетилирование может влиять наличие питательных веществ, что указывает на то, что их статусы могут быть последствиями эффекта Варбурга. Эти многочисленные свидетельства указывают на гликолиз, имеющий клеточные сигнальные функции.
Однако трудности также ограничивают это предположение тем, что он является общим механизмом, который приносит пользу раковым клеткам, подвергаясь анаэробному гликолизу. Одним из таких ограничений является то, что трудно представить, как молекулярная специфичность возникает через такой грубый глобальный сигнальный механизм. В отличие, например, от передачи сигналов фактора роста, при которых связывание лиганда с субстратом вызывает изменения конформационной и ферментативной активности, которые влияют на специфические клеточные процессы, механизм, при котором состояние сигналов гликолиза для других клеточных процессов не имеет очевидных источников специфичности. Другое ограничение заключается в том, что такие предложения обычно не поддаются фальсификации. Это означает, что крайне трудно спроектировать эксперименты, чтобы окончательно показать, что специфический механизм передачи сигналов, такой как модуляция структуры хроматина, напрямую зависит от статуса метаболизма глюкозы как ключевого преимущества анаэробного гликолиза. Одна из причин этого заключается в том, что биохимическое взаимодействие происходит быстро, но фенотипические изменения в клетках развиваются в течение гораздо более длительного времени, что приводит к появлению многих смешанных факторов, которые встречаются на этом пути. Генетические модели, которые могли бы проверить эти гипотезы, трудно представить, и в других экспериментах не хватает возможности проверить, происходят ли конкретные клеточные результаты с помощью таких механизмов передачи сигналов, а не косвенными способами. Степень, в которой эти общие черты, такие как гомеостаз передачи сигналов АФК и организация структуры хроматина, являются ключевыми событиями в онкогенезе, также остаётся неясной . В будущем такая специфичность и способность экспериментально проверить эти гипотезы могут появиться из наблюдения количественных аспектов механизма, как было показано в других исследованиях трансдукции сигнала. Эксперименты, которые могут точно контролировать уровни ацетил-КоА и АФК, могут позволить отделить многие последующие эффекты эффекта Варбурга.

## Альтернативные модели
Существует и так называемый реверсивный эффект Варбурга. В этом случае клетки опухоли не получают энергию путём гликолиза, но вместо этого стимулируют гликолиз в прилежащих стромальных фибробластах, а сами клетки опухоли получают энергию за счёт окислительного фосфорилирования и импорта метаболитов из фибробластов. Хотя это открытие и не отменяет возможности того, что эффект Варбурга может иметь место в некоторых типах опухолей, оно ещё раз заставило задуматься о необходимости более внимательно присмотреться к опухолевому метаболизму.
Метаболическое перепрограммирование наблюдается и при нейродегенеративных заболеваниях, болезни Альцгеймера и Паркинсона. Оно заключается в усилении окислительного фосфорилирования — так называемый инверсивный эффект Варбурга.

## Метаболизм рака и эпигенетика
Использование питательных веществ существенно меняется когда клетки получают сигнал к пролиферации. Изменения метаболизма позволяют удовлетворять большие биосинтетические требования, связанные с обеспечением роста и деления клеток. Изменение лимитирующих скорость роста ферментов гликолиза перенаправляет метаболизм на поддержание роста и пролиферации. Метаболическое перепрограммирование в раковых клетках происходит во многом благодаря онкогенной активации путей передачи сигнала и факторов транскрипции. Эпигенетические механизмы также способствуют регуляции метаболической экспрессии генов при раке. Верно и обратное, накопленные данные позволяют предположить, что метаболические изменения могут повлиять на эпигенетику. Понимание взаимосвязи между метаболизмом и эпигенетикой раковых клеток может открыть новые пути для развития противораковых стратегий.

## Вопросы, на которые ещё предстоит ответить
- Способствует ли эффект Варбурга развитию рака или другие процессы, способствующие развитию рака, зависят от него?
- Как можно разработать экспериментальные системы, которые могли бы окончательно проверить предположения относительно функции эффекта Варбурга?
- Окажет ли установление какой-либо определённой функции эффекта Варбурга немедленное влияние на терапию?
- Даёт ли функция эффекта Варбурга понимание его роли в эволюции опухолей?
- Позволяют ли требования к возникновению эффекта Варбурга получить подсказки о его функции[10]?

## Тренды в исследовании эффекта Варбурга
- Как гликолитический, так и митохондриальный метаболизм необходимы для пролиферации клеток как в прошлых, так и в нынешних концепциях эффекта Варбурга.
- Многочисленные предложения о функции эффекта Варбурга появились за эти годы.
- Каждая из предложенных функций эффекта Варбурга привлекательна, но также вызывает вопросы, на которые пока нет ответа.
- Функции передачи сигнала для эффекта Варбурга кажутся вероятными, но их трудно проверить экспериментально[10].